# 앨런 소칼
앨런 데이비드 소칼(영어: Alan David Sokal /ˈsoʊkəl/;, 1955년 1월 24일 ~ )은 미국의 물리학자로, 유니버시티 칼리지 런던 수학과 교수, 뉴욕 대학교 물리학과 교수직을 맡고 있다. 주전공은 통계역학과 조합론이지만, 그보다는 소칼 사건을 일으킨 것으로 더 유명하다.
소칼은 1976년에 하버드 대학교에서 물리학 학사 학위를 받고, 1981년에 아서 와이트먼 지도하에 물리학 박사 학위를 취득했다. 1986년, 산디니스타 민족해방전선이 지도하고 있던 니카라과로 날아가서 니카라과 국립 자치대학교에서 1988년까지 3년동안 수학을 가르쳤다.

## 같이 보기
- 소칼 사건
- 과학 전쟁(영어판)